# Claude Ménardeau de Champré
Claude Ménardeau, chevalier, seigneur de Champré est un administrateur français.

## Famille
Second fils de Claude Ménardeau et de Geneviève du Sault, il épouse Catherine Henry le 2 juin 1640 qui est la fille de François Henry, sieur de Gerniou, et de Marie de Gabian. De cette union naissent deux enfants, Renée et Gratien. 

## Carrière et mort
Le 13 décembre 1619, il est reçu conseiller en la 2e chambre des Enquêtes au Parlement de Paris.Il devient conseiller d'État ordinaire, puis, de Janvier 1640 à Janvier 1641, il est envoyé pour tenir le parlement de Rouen. Le 20 mars 1647, il monte à la Grand Chambre. 
Du 23 août 1652 à 1661, il est directeur des finances. Du 13 mai 1655 au 18 septembre 1657 il devient contrôleur général des finances succédant ainsi à Antoine le Camus. 
Il décède le 24 août 1719